# Mastigusa
Mastigusa – rodzaj pająków z rodziny Hahniidae.
Pająki te mają czarno obwiedzione oczy. W widoku z góry przednio-środkowa para oczu leży bardziej z przodu niż przednio-boczna, zaś tylno-środkowa bardziej z tyłu niż tylno-boczna. Oczy przednio-środkowe są małe. Odnóża pozbawione są grzebieni przędnych. Opistosomę (odwłok) charakteryzuje brak siteczka przędnego oraz długie kądziołki przędne tylnej pary z krótkimi członami wierzchołkowymi.
Takson ten rozprzestrzeniony jest w Europie, palearktycznej Azji i nearktycznej Ameryce Północnej. W Polsce występują M. arietina i M. macrophthalma (zobacz: Hahniidae Polski). Współczesne gatunki obejmują formy myrmekofilne i troglofilne.
Rodzaj ten wprowadzony został w 1854 roku przez Franza Antona Menge. Dawniej klasyfikowany był w ciemieńcowatych. W 2015 roku Murphy i Roberts umieścili go w osobnej rodzinie Cicurinidae. W 2017 roku został wraz z pokrewnymi rodzajami (tzw. Circunia group) na podstawie analizy filogenetycznej przeniesiony do Hahniidae przez Warda Wheelera i współpracowników.
Dotychczas opisano 3 gatunki współczesne i 8 wymarłych:
- †Mastigusa acuminata Menge, 1854
- †Mastigusa arcuata Wunderlich, 2004
- Mastigusa arietina (Thorell, 1871)
- †Mastigusa bitterfeldensis Wunderlich, 2004
- †Mastigusa laticymbium Wunderlich, 2004
- Mastigusa lucifuga (Simon, 1898)
- Mastigusa macrophthalma (Kulczyński, 1897)
- †Mastigusa magnibulbus Wunderlich, 2004
- †Mastigusa media Wunderlich, 1986
- †Mastigusa modesta Wunderlich, 1986
- †Mastigusa scutata Wunderlich, 2004